# D.A.R.K. -In the name of evil-
『D.A.R.K. -In the name of evil-』（ダーク -イン・ザ・ネーム・オブ・イビル-）は、lynch.の通算9枚目のアルバムである。2015年10月7日にキングレコードから発売された。

## 解説
初回盤アウターケース付属、通常盤デジパック仕様の2形態でリリース。
初回盤は「EVOKE」と「ETERNITY」のMVが付属。

## 収録曲

### CD
1. INTRODUCTION
2. D.A.R.K.
3. ANTARES
4. EVOKE
5. GHOST
6. ILLUMINATI
7. ETERNITY
8. FALLEN
9. BEAST
10. INVADER
11. COSMOS
12. MELANCHOLIC
13. MOON

### DVD (初回限定盤)
1. EVOKE（MV）
2. ETERNITY（MV）